# Fundeni, Ilfov
Fundeni (în trecut, și Fundenii Doamnei și Fundenii lui Racoviță) este un sat în comuna Dobroești din județul Ilfov, Muntenia, România.
În 1699, spătarul Mihai Cantacuzino a ridicat aici Biserica Fundenii Doamnei.
La sfârșitul secolului al XIX-lea, satul făcea parte din comuna Colentina-Fundeni, având 279 de locuitori, o moară cu apă și o biserică. În 1950, comuna s-a desființat, fiind inclusă în București, iar satul a devenit parte a comunei Dobroești.